# Brithura nymphica
Brithura nymphica är en tvåvingeart som beskrevs av Alexander 1927. Brithura nymphica ingår i släktet Brithura och familjen storharkrankar. Inga underarter finns listade i Catalogue of Life.